# Xích Điểu
Xích Điểu là một bút danh của Nguyễn Văn Tước (1910-2003), một nhà văn, nhà thơ trào phúng Việt Nam. Ông thường viết với các bút danh Xích Điểu, Minh Tước, Thương Biền, Trần Minh Tước.

## Thân thế và khởi đầu văn nghiệp
Ông sinh ngày 5 tháng 4 năm 1910, quê ở xã Dục Tú, huyện Đông Anh, thành phố Hà Nội. Xuất thân trong một gia đình Nho học, năm 1930, sau khi tốt nghiệp tú tài, ông bắt đầu tham gia làm báo, viết văn, khởi nghiệp với thời báo Nông công thương và Phụ nữ thời đàm. Sau đó, ông bắt đầu viết sách, viết truyện dài, truyện ngắn. Năm 1932, ông giới thiệu tiểu thuyết lãng mạn "Cô lái đò sông Thương". Năm sau, ông giới thiệu truyện khoa học viễn tưởng "Hy sinh". Tuy vậy, trong hầu hết sự nghiệp văn chương của mình, ông thiên nhiều về thể thơ trào phúng.

## Tham gia cách mạng
Khi Mặt trận Bình dân lên nắm quyền tại Pháp năm 1935, ông viết cho các tờ báo tiếng Pháp Le Travail (Lao động), L'Essor Indochinois (Đông Dương cất cánh, tham gia tích cực trong Phong trào Mặt trận Dân chủ Đông Dương, vốn được thành lập năm 1938. Một thời gian sau đó, ông vào Sài Gòn vừa dạy học để kiếm sống, vừa viết cho báo Le Peuple (Nhân dân) và báo Mới. Sau khi Mặt trận Bình dân đổ, chính quyền thực dân Pháp đàn áp phong trào Mặt trận Dân chủ Đông Dương, ông bị bắt vào năm 1939 và bị đưa đi lưu đày ở nhà tù Sơn La.
Thời gian ở Sơn La, ông cùng các đồng chí của mình tổ chức tờ báo "Suối Reo", viết kịch, viết tuồng cho tù nhân diễn như các vở "Decous thất thủ", "Dừng bước trên đường", "Con chó chết". Nhằm và các hài kịch của Molières được ông dàn dựng trong nhà tù Sơn La. Ngoài ra ông còn sáng tác nhiều bài thơ như "Xuân trong tù", "Tết ở Sơn La", "Giấc mơ trong ngục tối"... được các bạn tù khen ngợi.

## "Kiện tướng văn chương"
Năm 1943, ông được ra tù và tiếp tục hoạt động. Tháng 8 năm 1945, ông tham gia cuớp chính quyền ở Lạng Sơn, được cử làm Chủ tịch tỉnh đầu tiên. Sau khi Pháp tái chiếm Đông Dương, ông lên Chiến khu Việt Bắc hoạt động trong phong trào báo chí của Việt Minh, chuyên tâm vào lĩnh vực sáng tác thơ châm biếm, tiểu phẩm trào phúng, đả kích chính quyền Pháp và cổ vũ cho kháng chiến. Ông còn sáng tác một vài kịch bản sân khấu và cộng tác với nhiều tờ báo kháng chiến như Nhân dân, Cứu quốc, Đài Tiếng nói Việt Nam, Quân đội...
Năm 1954, ông về thủ đô và được phân công giữ nhiệm vụ ụ trưởng Vụ báo chí, rồi Giám đốc Sở Báo chí Trung ương và là Phó tổng thư ký thường trực Hội Nhà báo Việt Nam. Ông dành thời gian viết thường xuyên cho Nhân văn, Văn nghệ, Thống nhất, Đài Tiếng nói Việt Nam... Năm 1957, ông trở thành một trong những hội viên đầu tiên của Hội Nhà văn Việt Nam, trên cương vị Tổng biên tập báo Thống nhất. Ông được bạn bè trong giới văn nghệ gọi thân mật là "kiện tướng" bởi sức làm việc dẻo dai, nhiệt thành.
Trong Từ điển văn học năm 1984 đã ghi nhận về ông như sau:
| “ | Xích Điểu là một trong những cây bút trào phúng có bản lĩnh. Ông viết nhanh và nhiều. Trong nhiều thể loại khác nhau mà Xích Điểu dùng để đánh địch và phê phán những biểu hiện tiêu cực trong nhân dân, nổi hơn cả vẫn là thể văn tiểu phẩm châm biếm, đả kích. | ” |

## Gia đình
Sau năm 1975, ông vào Sài Gòn làm báo. 
Hai vợ chồng già sống trong gian phòng của ngôi nhà tập thể báo Đại Đoàn Kết. Cụ bà mất năm ông 76 tuổi.
Sau đó ông lập gia đình với bà Ngọc Dung.
Ông mất ngày 28 tháng 7 năm 2003 tại Thành phố Hồ Chí Minh.

## Tác phẩm
- Cô lái đò sông Thương (1932)
- Hy sinh (1933)
- Trắng đen (1960)
- Sau mặt nạ nhân vị (1961)
- Người hay vật (1962)
- Cái đuôi con chó (1969)
- Cướp cũ cướp mới (1971)
- Ba Xoay diễn nghĩa
- Chủ nghĩa lưu manh hiện đại (1979)
- Mệnh phụ cuồng mê (1989)